# Bilatio
Bilatio är en ort i Burkina Faso.   Den ligger i regionen Boucle du Mouhoun, i den centrala delen av landet, 160 kilometer sydväst om huvudstaden Ouagadougou. Bilatio ligger 268 meter över havet och antalet invånare är 224.
Terrängen runt Bilatio är platt. Runt Bilatio är det ganska glesbefolkat, med 32 invånare per kvadratkilometer.. Närmaste större samhälle är Bouzourou, 3,6 kilometer väster om Bilatio.
Omgivningarna runt Bilatio är en mosaik av jordbruksmark och naturlig växtlighet.